# Pilar Carbonero Sánchez
Pilar Carbonero Sánchez   (Palma, 18 de maig de 1970) fou l'alcaldessa de Ciutadella de Menorca des del 2009 fins al 2011.

## Biografia
Carbonero és casada i té tres fills, i és enginyera d'obres públiques.

## Carrera política
El 2007 es va incorporar a les llistes municipals del PSOE com a independent, de les quals fou elegida regidora a l'Ajuntament, on fou la cap de l'oposició. El 16 de març del 2009 es va fer una moció de censura contra l'aleshores alcalde, Llorenç Brondo, presentada pel PSIB-PSOE, el PSM i UPCM, que va prosperar amb 11 vots, contra els 10 que va obtenir Antònia Gener, del PPB. Des de llavors assumeix l'alcaldia de la ciutat i l'àrea d'urbanisme.